# Klein Molzahn
Klein Molzahn ist ein Ortsteil der Gemeinde Carlow im Landkreis Nordwestmecklenburg in Mecklenburg-Vorpommern.
Der Ort liegt südwestlich des Hauptortes Carlow und nordöstlich des Hauptortes von Groß Molzahn an der Kreisstraße K 6. Südöstlich erstreckt sich das 328 ha große Naturschutzgebiet Kuhlrader Moor und Röggeliner See.

## Baudenkmale
In der Liste der Baudenkmale in Carlow (Mecklenburg) sind für Klein Molzahn zwei Baudenkmale aufgeführt.